# Movistar (Chile)
Movistar (legalmente Telefónica Chile, S. A. y Telefónica Móviles Chile, S. A.) es una empresa de telecomunicaciones chilena, que encuentra sus orígenes en la extinta Compañía de Teléfonos de Chile. El origen de esta empresa se remonta al siglo XX en la ciudad de Valparaíso, tratándose generalmente de una empresa multinacional y/o asociada a capitales externos. La excepción es el período comprendido entre 1971, año en el que la empresa fue intervenida para su nacionalización y 1987, cuando se dio su privatización.
Desde 1930, se le conoció como Compañía de Teléfonos de Chile (CTC); en aquel entonces, la propiedad estaba bajo control de la multinacional estadounidense International Telephone & Telegraph (ITT). En su privatización, pasó a manos del Grupo Bond, de origen australiano, quien posteriormente a mediados de la década de 1990, la empresa pasó a la propiedad de sus actuales dueños, Telefónica S.A.
En 1999, se enfrentó con Telefónica del Sur por el cambio de nombre comercial desde CTC a, simplemente, Telefónica; Telsur, entonces propiedad del Grupo Luksic, alegó que la palabra «telefónica» es un nombre genérico, debiendo revertir el cambio de nombre, denominándose entonces Telefónica CTC Chile. En febrero de 2006, propuso a sus accionistas cambiar su nombre a simplemente Telefónica Chile; la operación fue aprobada por la junta de accionistas el 20 de abril de ese año.[cita requerida]
En 2005, separó su división móvil de su matriz, llamada Telefónica Móvil, a Telefónica Móviles, con el objetivo de fusionarla con la recién adquirida Bellsouth Chile (actual AT&T); dicha operación dio origen a la entonces solo móvil Movistar Chile. Actualmente es la segunda operadora de telefonía móvil con más clientes en Chile, totalizando a fines de 2016 poco menos de 7,5 millones de abonados, solo superada por Entel.

## Historia
El servicio telefónico comenzó en Chile el 28 de abril de 1880 con la creación de la «Compañía Chilena de Teléfonos de Edison» en la ciudad de Valparaíso. Su importancia creció a tal punto que el presidente José Manuel Balmaceda usó como estrategia durante la guerra civil de 1891 el corte del servicio telefónico que algunos de sus opositores usaban para comunicarse. Entre 1883 y 1884 fue reemplazada por The West Coast Telephone Company, y en 1889 fue reemplazada por Chile Telephone Company.
En mayo de 1927 International Telephone & Telegraph (ITT) adquirió la Chile Telephone Company, que tenía 26 205 teléfonos en operación en aquella época. El 22 de junio de 1928 se estableció la primera conexión telefónica internacional con Argentina y Uruguay —cuyo servicio fue inaugurado oficialmente al año siguiente, el 1 de octubre de 1929—, y el 3 de abril de 1930 se inauguró el servicio radiotelefónico con Estados Unidos, mientras que el 11 del mismo mes se estableció la conexión telefónica con España. En 1931 se funda la Compañía de Teléfonos de Chile, que fue legalmente instalada el 28 de abril.
En 1957 la empresa inició un plan de ocho años destinado a ampliar los servicios telefónicos en el país, que incluyó la instalación de 84 300 nuevos aparatos y 421 nuevos circuitos de larga distancia, la construcción de centrales automáticas en Antofagasta, Los Andes, San Antonio, Llolleo, Cartagena, Melipilla, Rancagua, Talca, Chillán, Concepción, Talcahuano, Penco, Chiguayante, Los Ángeles, Temuco y Punta Arenas y la conversión al sistema de batería central en las centrales de magneto de Tocopilla, Copiapó, Coquimbo, Ovalle, San Felipe, La Calera, Villa Alemana, Las Condes, Maipú, Puente Alto, Buin, Linares, Tomé y Angol. En octubre de 1966 fueron presentadas en la Feria Internacional de Santiago (FISA) las primeras cabinas telefónicas públicas que se instalaron en Santiago.

Imagotipo empleado por la Compañía de Teléfonos de Chile entre 1989 y 1999.

Mediante el decreto supremo 1389, del 29 de septiembre de 1971, el gobierno intervino la Compañía de Teléfonos de Chile para controlar la gestión de la empresa. Tres años más tarde, mediante el decreto ley 801 del 11 de diciembre de 1974, la Corporación de Fomento de la Producción (Corfo) adquirió el 80 % del total de las acciones «serie A» emitidas por la entonces Compañía de Teléfonos de Chile, en poder de ITT. El 30 de noviembre de 1977 CTC asumió el control de la Empresa Municipal de Teléfonos de Arica luego de su reorganización e intervención desde marzo de 1974 por parte de la municipalidad.
El proceso de re-privatización de la compañía se inició en agosto de 1987, año en que la empresa australiana Bond Corporation adquirió en una oferta pública el 30 % de las acciones. Más tarde, mediante un aporte de capital y algunas compras adicionales, Bond Corporation Chile S.A. quedó con aproximadamente el 50 % del capital emitido y en circulación de la compañía. En abril de 1990, Telefónica de España pasó a ser accionista mayoritario y ese mismo año la CTC se convierte en la primera empresa chilena en colocar American Depositary Receipts (ADRs) en la Bolsa de Nueva York.[cita requerida] En 1991 la empresa cambió su nombre a Compañía de Telecomunicaciones de Chile, manteniendo sus siglas CTC.

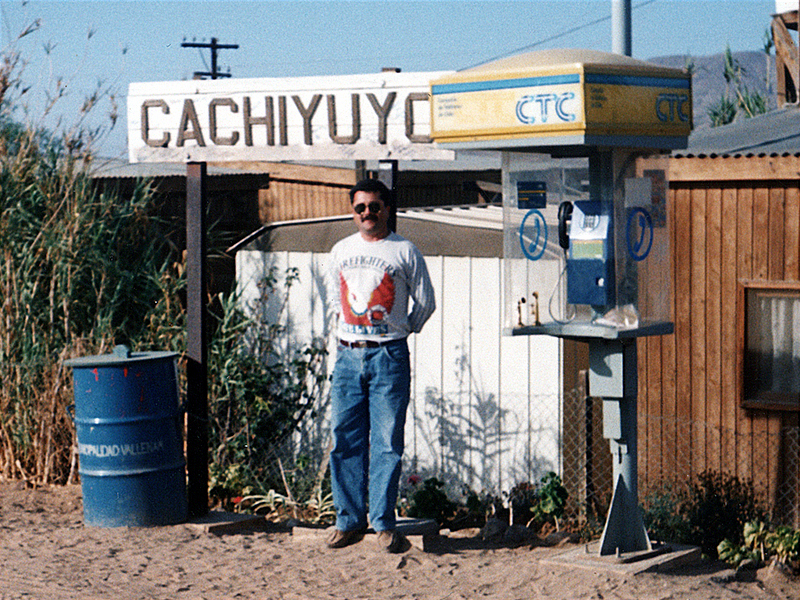
Teléfono público que CTC instaló en la localidad de Cachiyuyo (Región de Atacama) fue protagonista de un recordado comercial de televisión en el año 1990.

Uno de sus mayores hitos se encuentra en la completa digitalización de la red de telefonía fija a lo largo de todo Chile en 1993. En 1996 obtuvo una de las primeras licencias de operación de telefonía móvil en Chile en asociación estratégica con VTR, formando Startel Celular. El año 1999 se rebautiza como Amistar y al año siguiente como Telefónica Móvil.
En noviembre de 2006, Telefónica fue multada por el Tribunal de Defensa de la Libre Competencia por valor de 1 millón de dólares estadounidenses al considerar el tribunal que la prohibición del uso de VoIP sobre su red atentaba a la libre competencia.
En el primer trimestre de 2009, tuvo una utilidad de casi US$20 millones en el primer trimestre, y planea invertir una cifra similar a los US$238 millones que invirtió en el año 2008.
Desde octubre de 2009 en Chile, Telefónica, anteriormente llamada CTC, pasa a denominarse Movistar. Las empresas que conforman el grupo Telefónica en Chile ofrecen Servicios móviles, fijos, banda ancha y televisión compartiendo desde ahora una única marca comercial para todos sus segmentos, productos y servicios, pero sus razones sociales siguen siendo diferentes; el cambio de marca comercial no implica una fusión institucional.
En total el grupo cuenta con cerca de 10 millones de accesos de clientes, una facturación anual de alrededor de MMUS$ 2000 y 6000 empleados directos.[cita requerida]

### Telefónica Móvil
La empresa fue fundada como Startel en asociación estratégica con VTR y comienza sus operaciones en 1996. Comenzó a distribuir los primeros teléfonos móviles para cualquier usuario. Anteriormente, estos solo se distribuían a empresas bajo el alero de otras filiales de CTC. Durante esta época, se hizo conocido el personaje de comercial Faúndez, una persona dedicada a la reparación de diversos tipos de problemas eléctricos, gasfiteros o de cualquier otra especie parecida (el típico "maestro chasquilla" chileno) pero que era poseedor de un celular, lo que daba alusión a que cualquier persona podía tener un aparato móvil. Esa época fue la mejor para la compañía pues, a diferencia de sus contrincantes de la época (Entel PCS, Chilesat PCS y Bellsouth), esta se amplió y fue pionera en el segmento de prepago, donde a pesar de las altas tarifas y el promedio de ingresos de la época, hicieron la telefonía móvil accesible a una importante parte de la población del país que no cumplía los requisitos comerciales ni podía pagar los precios de los contratos de pospago de la época.
En 1999, cambia de nombre a Amistar,[cita requerida] nombre que hasta ese entonces y aún hasta 2001 lo ocupaban también las "tarjetas de prepago" de los móviles. Este nombre, sin embargo, no duraría mucho pues, un año después, en 2000, la filial pasa a llamarse Telefónica Móvil.[cita requerida]
Se mantuvo así hasta 2005 cuando Telefónica CTC Chile (la heredera de CTC) decide vender su filial a la empresa Telefónica Móviles Chile S.A., la que haría la fusión entre esta y Bellsouth Chile dando origen a Movistar Chile.

### Bellsouth
A la par con Startel, la estadounidense Bellsouth (en un inicio bajo el nombre "CIDCOM Celular") llega a Chile como compañía de telefonía (red fija, telefonía móvil y carrier de larga distancia) a fines de los años 90. Su filial móvil se enfocó en la venta a empresas y ejecutivos y ocupó el tercer lugar entre las compañías de móviles.
Sin embargo, desde 2000 sus políticas se enfocaron en la llegada a los estratos más bajos, comercializando celulares a bajo costo. Durante esa misma época, descontinuó su filial "red fija" controlando solo telefonía móvil y el "carrier 181".[cita requerida] En 2004, la empresa Bellsouth Chile S.A. se renombra como Telefónica Móviles Chile S.A. para efectos de la fusión.

### La unificación de la marca Movistar
En 2004, Telefónica adquirió todos los activos celulares en Latinoamérica de BellSouth.[cita requerida] Ante la multiplicidad de marcas comerciales que llegó a tener fruto de esta adquisición, la obligación legal de dejar de usar la marca Bellsouth y la presencia de varias operadoras de Telefónica Móviles en un mismo país (como por ejemplo en Chile, donde poseían Telefónica Móvil), Telefónica decidió unificar sus operaciones bajo la marca Movistar, que ya tenía en España y en otros países como México. Este cambio se hizo efectivo el 6 de abril de 2005.[cita requerida]

## Edificio corporativo

Telefónica Chile.

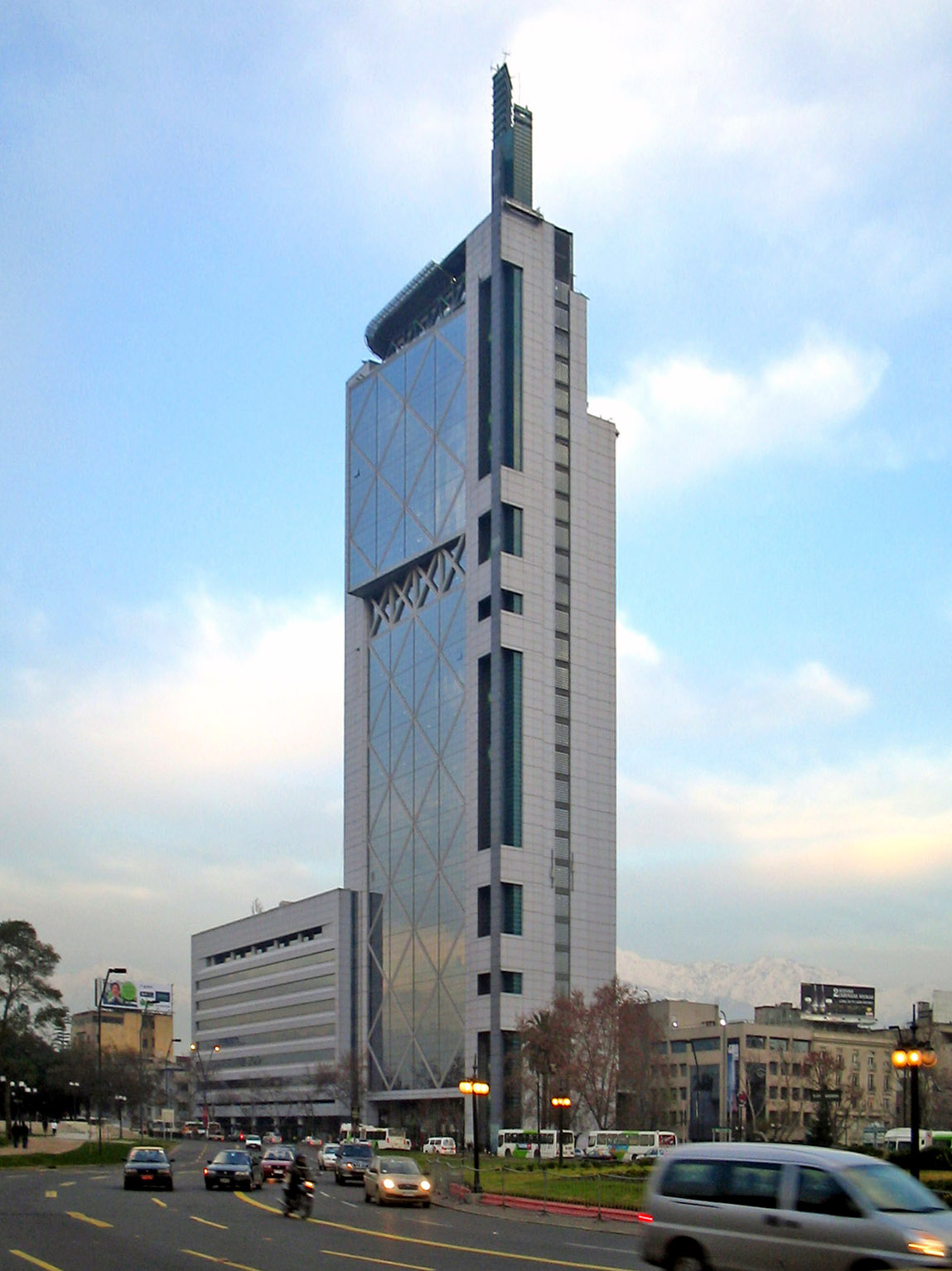
La Torre Telefónica vista desde Plaza Baquedano.

El representativo edificio corporativo de Telefónica Chile, denominado Torre Telefónica (anteriormente, Edificio CTC), cuenta con una altura de 132 metros comprendidos en 34 pisos, siendo actualmente el cuarto edificio más alto del país. Ubicada a un costado de la Plaza Baquedano, la construcción está acompañada por dos elevaciones menores: una de nueve pisos por Avenida Providencia y otra de cinco por Avenida Bustamante. Fue inaugurado en 1996. 
Según Telefónica, la estructura tiene la capacidad suficiente para resistir la energía producida por los 15 mayores sismos que se han producido en el mundo, comprobándose esto el 27 de febrero de 2010 durante el terremoto que afectó a Chile, de magnitud 8.8, posicionado como el quinto mayor registrado, tras el cual el edificio solo presentó "daños menores". Además la forma que se obtiene de la unión de las elevaciones hace que el edificio tome la forma de un teléfono celular de la época.
En agosto de 2019 se anunció que Movistar lo puso a la venta.

## Fundación Telefónica Movistar Chile
La Fundación Telefónica Movistar Chile fue creada en 1998 por acuerdo de la Junta General de Accionistas de Telefónica, con el objetivo de articular la acción social y cultural en los países en los que están presentes las empresas del Grupo Telefónica. El compromiso social de la Fundación Telefónica Movistar Chile se orienta a través de acciones y proyectos en los que intervienen las tecnologías de la información.

## Terra Networks Chile
Terra Networks Chile conocida generalmente como Terra, fue uno de los portales más visitados en el País, filial de Telefónica Chile desde 2005.
Terra Networks era una compañía multinacional de Internet, filial del grupo Telefónica. Terra funcionaba como portal y proveedor de acceso de Internet en los Estados Unidos, España, y 16 países latinoamericanos.
Terra comercializó sus acciones en Nasdaq bajo símbolo TRLY y en el mercado de acción español bajo símbolo TRR hasta 2005, cuando Terra decidió fusionarse con Movistar.
A partir de 2005 las filiales de Terra estuvieron bajo control de las coligadas locales del Grupo Telefónica. Luego de la irrupción de las redes sociales, Terra buscó actualizar su contenido ofreciendo conciertos, partidos de fútbol y servicios de arriendo de películas y música, aun así no tuvo el éxito esperado. Terra Networks Chile dejó de operar el 1 de julio de 2017, tras 17 años de existencia en el país.

## Actualidad
En diciembre de 2007, Movistar lanzó sus servicios de tercera generación, implementando la tecnología 3.5G HSDPA, red de banda ancha móvil que en ese entonces ofrecía a los usuarios una mejor velocidad de navegación de hasta 700 Kbps (velocidad que aumentó con el pasar de los años).
En 2010, Movistar lanza la tecnología HSPA+ ofreciendo velocidades de hasta 10 Mbps con el proveedor Nokia Siemens Networks.
En 2012, Movistar Chile junto con Entel Chile y Claro Chile ganaron un concurso público de Subtel lo cual de la autorización de poder implementar tecnología 4G LTE bajo la banda 2600 MHz (o 2,6 Ghz). 
Actualmente Movistar logra ofrecer una buena cobertura y calidad de servicio de su red LTE,  ofreciendo una velocidad promedio de 7 Mbps pero que en la práctica logra alcanzar velocidades de hasta 100 Mbps efectivos, todo depende del sector, la geografía y la densidad poblacional donde se ubique el usuario. 
En el informe del mes de junio de 2015 de la aplicación Open-Signal, aplicación móvil que se dedica a recolectar datos de navegación móvil de usuarios a nivel mundial entre otras funcionalidades, posiciona a Chile como el segundo lugar de mejor velocidad de internet móvil bajo la red LTE, siendo superando por  Singapur con 24 Mbps promedio, seguido por Chile con 20 Mbps promedio, esto obtenido bajo datos recolectados de clientes en su mayoría de la compañía Movistar Chile, que es la que ofrece mayor cobertura, y mejor servicio de la red LTE.
Desde octubre de 2009, el Grupo Telefónica en Chile unifica sus marcas comerciales, pasando a denominarse Movistar. Las empresas que conforman el grupo Telefónica en Chile ofrecen servicios móviles, fijos, banda ancha y TV compartiendo una única marca comercial para todos sus segmentos, productos y servicios, pero sus razones sociales siguen siendo diferentes, el cambio de marca comercial no implica una fusión institucional.
En el presente, Movistar ofrece servicios de televisión satelital e IPTV, telefonía fija e inalámbrica, internet fijo, móvil y satelital, larga distancia internacional y telefonía celular, a un total de 10 millones de clientes de gran parte del país, siendo la empresa más importante en servicios de telefonía e Internet en Chile. Sus competidores más importantes son Entel Chile, VTR, DirecTV Chile, Claro Chile, GTD Manquehue y Telefónica del Sur. En la actualidad Movistar posee una cobertura de Arica a Punta Arenas, entre tecnología ADSL (la más extensa) y VDSL bajo cableado de par trenzado de cobre y en algunos sectores FTTH, sin embargo; no se han anunciado planes para extender sus recorridos de fibra óptica.

## 181 Telefónica Móviles Chile S.A.
Telefónica Móviles Chile se quedó también con el servicio de Larga Distancia nacional y mundial de BellSouth tras su adquisición. Desde aquel entonces, se denominó comercialmente 181 Movistar. Sin embargo, en 2010 y con la unificación de la marca Movistar, Telefónica Chile, controlador de Movistar Larga Distancia, adquiere el 100% de la filial de Larga Distancia de Telefónica Móviles Chile. Para efectos administrativos, Movistar Larga Distancia es la continuadora legal de los servicios 181.

## Televisión
Movistar TV es un servicio de televisión digital vía satélite perteneciente a Movistar Chile, lanzado oficialmente a mediados de junio de 2006 en Chile.
Al 2 de agosto de 2011, ya contaba con más de 373.000 clientes en todo Chile. Durante mediados de junio de 2007 la empresa lanzó la versión IPTV de Movistar TV, denominado, Movistar IPTV. Este servicio se ofrece actualmente solo para el sector oriente de Santiago de Chile como un complemento a Movistar TV (Satelital) ofreciendo además el servicio VOD (Video On Demand), disponible con un Grabador de Vídeo Digital (DVR). Desde septiembre de 2007 se ofrece el servicio DVR de forma adicional, a los actuales clientes, permitiendo interactividad a su programación. Desde agosto de 2015 movistar cuenta con 634.000 clientes 
El sistema cuenta con eventos PPV en Chile, y la manera de pago es a través de planes temáticos, por lo cual el usuario puede pagar solo por los canales que desee ver. El servicio además cuenta con canales de audio.

### Conflicto entre clientes y Macrovisión
Muchos usuarios en julio de 2006 exigieron la retirada del sistema anticopia TiVo Corporation (Xperi), que estaba integrado en el software de todos los decodificadores y que prohibía a los suscriptores grabar los programas de TV. Los usuarios se manifestaron en distintos medios, pero más aún en la página de sugerencias de Movistar, lugar donde las reclamaciones llegaron a hacerse públicas. A finales de agosto, se realizó una actualización de software de forma remota en todos los decodificadores, retirando así dicho sistema.

## Empresas relacionadas
Telefónica Chile está estructurada por:

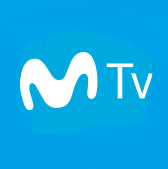
Logo de Movistar TV Chile.

- Movistar Chile: Movistar TV, telefonía fija e internet.
- Movistar Móvil: Telefonía Móvil 3G/4G y Banda Ancha Móvil y Simple (telefonía móvil).
- Movistar Arena: Recinto multipropósito que lleva el nombre comercial, pero el propietario es Peter Hiller y el operador es SMG World.
- Movistar Empresas: Soluciones empresariales para grandes empresas y corporaciones.
- Telefónica Global Solutions: Servicios Mayoristas.
- T-Gestiona: Soluciones de infraestructura y personal.
- Pleyade Chile: Corredora de seguros.
- Movistar GameClub: Recinto dedicado a los videojuegos.